# Ryżaczek
Ryżaczek (Oligoryzomys) – rodzaj ssaków z podrodziny bawełniaków (Sigmodontinae) w obrębie rodziny chomikowatych (Cricetidae).

## Zasięg występowania
Rodzaj obejmuje gatunki występujące w Ameryce.

## Morfologia
Długość ciała (bez ogona) 60–123 mm, długość ogona 55–150 mm, długość ucha 10–20 mm, długość tylnej stopy 18–29 mm; masa ciała 8–41 g.

## Systematyka
Rodzaj (w randze podrodzaju w obrębie Oryzomys) zdefiniował w 1900 roku amerykański ornitolog Outram Bangs w artykule poświęconym liście ssaków zebranych w regionie Santa Marta w Kolumbii przez W.W. Browne’a, opublikowanym na łamach Proceedings of the New England Zoölogical Club. Na gatunek typowy Bangs wyznaczył (oryginalne oznaczenie) ryżaczka płowego (O. fulvescens). 

### Etymologia
Oligoryzomys: gr. ολιγος oligos ‘krótki, mały’; rodzaj Oryzomys S.F. Baird, 1857 (ryżniak).

### Podział systematyczny
Do rodzaju należą następujące występujące współcześnie i wymarłe po 1500 roku gatunki:
| Grafika | Gatunek                    | Autor i rok opisu                          | Nazwa zwyczajowa        | Podgatunki         | Rozmieszczenie geograficzne | Podstawowe wymiary                                  | Status IUCN |
| ------- | -------------------------- | ------------------------------------------ | ----------------------- | ------------------ | --- | --------------------------------------------------- | ----------- |
|         | Oligoryzomys fulvescens    | (Saussure, 1860)                           | ryżaczek płowy          | 6 podgatunków      | zachodni, wschodni i południowy Meksyk (wraz z półwyspem Jukatan), na południe do skrajnie północno-zachodniej Nikaragui       | DC: 7,5–8,9 cm DO: 8,2–11,6 cm MC: 10–17,5 g        | LC          |
|         | Oligoryzomys victus        | (O. Thomas, 1898)                          | ryżaczek antylski       | gatunek monotypowy | Saint Vincent i Grenadyny (znany tylko z miejsca typowego na Saint Vincent)                                                    | DC: 9,6 cm DO: 12,1 cm MC: brak danych              | EX          |
|         | Oligoryzomys costaricensis | (J.A. Allen, 1893)                         |                         | gatunek monotypowy | zachodnia Nikaragua, Kostaryka oraz zachodnia i środkowa Panama                                                                | DC: 6–9,6 cm DO: 8–11,7 cm MC: 10–24 g              | NE          |
|         | Oligoryzomys vegetus       | (Bangs, 1902)                              | ryżaczek żwawy          | gatunek monotypowy | wyżyny Kostaryki i zachodniej Panamy                                                                                           | DC: 7,5–10,5 cm DO: 11–13,1 cm MC: 11–16 g          | LC          |
|         | Oligoryzomys delicatus     | (J.A. Allen & F.M. Chapman, 1897)          |                         | gatunek monotypowy | Kolumbia, skrajnie północny Ekwador, północna Wenezuela, Trynidad i Tobago (Trynidad) i region Gujana)                         | DC: 7,9–9,1 cm DO: 9,5–11,9 cm MC: 14–28 g          | NE          |
|         | Oligoryzomys griseolus     | (Osgood, 1912)                             | ryżaczek szarawy        | gatunek monotypowy | wschodnia Kolumbia (wschodnie Andy) oraz skrajnie zachodnia Wenezuela (Táchira)                                                | DC: 7,6–8,5 cm DO: 9,6–11,4 cm MC: brak danych      | LC          |
|         | Oligoryzomys messorius     | (O. Thomas, 1901)                          |                         | gatunek monotypowy | południowa Wenezuela, południowa Gujana, południowy Surinam oraz północna Brazylia (Roraima i Amapá)                           | DC: 7,5–9 cm DO: 8,5–10,5 cm MC: 12–23 g            | NE          |
|         | Oligoryzomys destructor    | (Tschudi, 1844)                            | ryżaczek niszczycielski | 2 podgatunki       | wschodnie zbocza Andów w Ekwadorze, Peru i Boliwii; być może Kolumbia                                                          | DC: 9,1–9,6 cm DO: 11,1–12,8 cm MC: brak danych     | LC          |
|         | Oligoryzomys arenalis      | (O. Thomas, 1913)                          | ryżaczek piskowy        | gatunek monotypowy | Peru (północne wybrzeże i zachodnie zbacza Andów); prawdopodobnie południowy Ekwador                                           | DC: około 8 cm DO: około 10 cm MC: brak danych      | LC          |
|         | Oligoryzomys andinus       | (Osgood, 1914)                             | ryżaczek andyjski       | gatunek monotypowy | Peru (zachodnie zbocza środkowych Andów)                                                                                       | DC: około 10,4 cm DO: około 14,9 cm MC: brak danych | LC          |
|         | Oligoryzomys guille        | Hurtado, 2021                              |                         | gatunek monotypowy | Peru (zachodnie zbocza Andów od północnej Limy, na południe do północnej Arequipy)                                             | DC: 6–12,3 cm DO: 5,5–13,6 cm MC: 6–31 g            | NE          |
|         | Oligoryzomys utiaritensis  | (J.A. Allen, 1916)                         |                         | gatunek monotypowy | Brazylia (od południowo-zachodniego Para do północno-zachodniego Mato Grosso)                                                  | DC: 7,8–10,4 cm DO: 10,3–13,5 cm MC: 14–32 g        | NE          |
|         | Oligoryzomys stramineus    | Bonvicino & Weksler, 1998                  | ryżaczek słomkowy       | gatunek monotypowy | Brazylia (obszary roślinne caatinga i cerrado w Paraíba i Pernambuco, na południe do Goiás i Minas Gerais)                     | DC: 7–11,1 cm DO: 9,5–13,4 cm MC: brak danych       | LC          |
|         | Oligoryzomys mattogrossae  | Weksler, Lemos, D’Andrea & Bonvicino, 2017 |                         | gatunek monotypowy | otwarte obszary w północno-wschodniej i południowo-środkowej Brazylii i wschodnim Paragwaju                                    | DC: 9–9,5 cm DO: 11,5–13 cm MC: 16,4–18,8 g         | NE          |
|         | Oligoryzomys rupestris     | Weksler & Bonvicino, 2005                  | ryżaczek górski         | gatunek monotypowy | Brazylia (znany tylko z kilku obszarów w Bahia, Goías i Minais Gerais)                                                         | DC: 7,6–9,9 cm DO: 11,4–13,8 cm MC: 10–20 g         | DD          |
|         | Oligoryzomys nigripes      | (Olfers, 1818)                             | ryżaczek czarnonogi     | gatunek monotypowy | wschodnia Brazylia, wschodni Paragwaj, Urugwaj i północno-wschodnia Argentyna                                                  | DC: 7,8–11,6 cm DO: 10–14,9 cm MC: 16–37 g          | LC          |
|         | Oligoryzomys moojeni       | Weksler & Bonvicino, 2005                  | ryżaczek bahijski       | gatunek monotypowy | Brazylia (obszary roślinne cerrado w Tocantins i Goiás)                                                                        | DC: 8,4–9,6 cm DO: 11,2–13,2 cm MC: 10–25 g         | DD          |
|         | Oligoryzomys brendae       | Massoia, 1998                              | ryżaczek samotny        | gatunek monotypowy | Argentyna (od Jujuy i Salta, na południe do La Rioja); być może południowa Boliwia                                             | DC: 7,8–10,1 cm DO: 11,2–13,5 cm MC: 12–34 g        | DD          |
|         | Oligoryzomys pachecoi      | Hurtado & D’Elía, 2018                     |                         | gatunek monotypowy | Boliwia (górskie lasy mgliste (Yungas) wzdłuż wschodnich zboczy Andów)                                                         | DC: 8–10,8 cm DO: 12–14,2 cm MC: 21–33 g            | NE          |
|         | Oligoryzomys chacoensis    | (Myers & Carleton, 1981)                   | ryżaczek czakoański     | gatunek monotypowy | południowo-wschodnia Boliwia, południowo-zachodnia Brazylia, zachodni i środkowy Paragwaj oraz północna Argentyna              | DC: około 9,7 cm DO: 10,5–15 cm MC: około 25 g      | LC          |
|         | Oligoryzomys flavescens    | (Waterhouse, 1837)                         | ryżaczek żółtawy        | 3 podgatunki       | wschodnia Brazylia i skrajnie południowo-środkowa Boliwia Tarija, na południe do północnej Argentyny; granice zasięgu niepewne | DC: 8,1–9,3 cm DO: 9,7–13 cm MC: 15–21 g            | LC          |
|         | Oligoryzomys longicaudatus | (E.T. Bennett, 1832)                       | ryżaczek długoogonowy   | gatunek monotypowy | Chile oraz zachodnia, południowo-środkowa i południowa Argentyna                                                               | DC: 9,3–10,3 cm DO: 10,9–12,7 cm MC: 33–41 g        | LC          |
|         | Oligoryzomys microtis      | (J.A. Allen, 1916)                         | ryżaczek małouchy       | gatunek monotypowy | Nizina Amazonki we wschodnim Peru, Brazylii i północnej Boliwii                                                                | DC: 7,8–9,8 cm DO: 7,4–12,5 cm MC: 14–19 g          | LC          |
|         | Oligoryzomys gri           | Bonvicino & Weksler, 2024                  |                         | 2 podgatunki       | Brazylia (Rondônia, Mato Grosso, Pará i Tocantins)                                                                             | DC: 7,3–10,5 cm DO: 8,2–11,9 cm MC: 13–23 g         | NE          |

Kategorie IUCN:  LC  – gatunek najmniejszej troski,  EX  – gatunek wymarły,  DD  – gatunki o nieokreślonym stopniu zagrożenia;  NE  – gatunki niepoddane jeszcze ocenie.